# Heerlijkheid Bennebroek

Wapen van de heerlijkheid Bennebroek (1819)

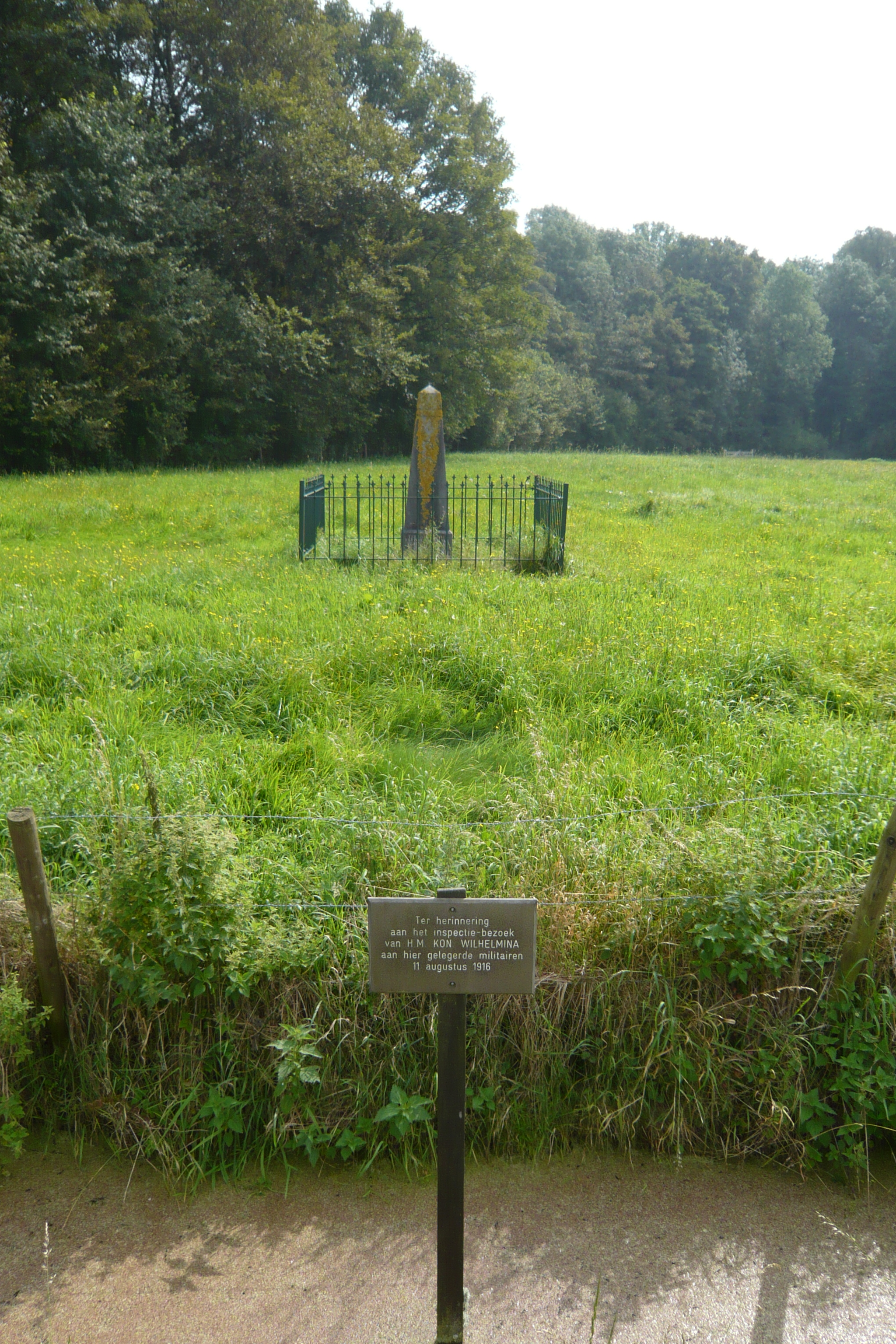
Gedenknaald koningin Wilhelmina op het landgoed van Huis te Bennebroek (1916)

De heerlijkheid Bennebroek ontstond als heerlijkheid in 1653 door afsplitsing van de heerlijkheid Heemstede.

## Geschiedenis
In 1653 splitste Gerard Pauw de jurisdictie over Bennebroek af van de heerlijkheid Heemstede en droeg die als achterleen over aan zijn broer Adriaan Pauw (1585-1653), beide leden van het geslacht Pauw. Tot 1738 zou de heerlijkheid in bezit blijven van nazaten van Gerard Pauw. In 1761 kwam de heerlijkheid in bezit van een lid van de familie Nutges, in welke familie het tot 1858 zou blijven. In 1806 trouwde Johanna Maria Nutges, vrouwe van Bennebroek (1784-1858) met Arnoud David Willink (1783-1854) waarna de heerlijkheid in het geslacht Willink kwam en tot in de 20e eeuw bleef.

## Bezittingen en rechten
Aan de heerlijkheid waren verscheidene heerlijke rechten verbonden. Voor de jurisdictie werd de schout-secretaris benoemd. De heren beschikten eveneens over het collatierecht. Daarnaast hadden ze de beschikking over onder andere het visrecht, jachtrecht, het recht van houtvesterij.
Tot het bezit behoorde de hofstede Duinwijk, later aangeduid als Huis te Bennebroek. Het huis zelf werd in 1970 afgebroken. Op het landgoed staat de gedenknaald die geplaatst werd na het bezoek van koningin Wilhelmina in 1916 aan het landgoed. Voorts behoorde ertoe het logement De Geleerde Man (waar in de 20e eeuw het restaurant De Oude Geleerde Man met Michelinster was gevestigd).

## Heer en vrouwen van Bennebroek (Willink)
- 1816-1858: Johanna Maria Nutges (1784-1858), vrouwe van Bennebroek; trouwde in 1806 met Arnoud David Willink (1783-1854)
- 1858-1876: Gerrit Willink (1814-1876), heer van Bennebroek, zoon van voorgaanden; trouwde in 1843 met zijn volle nicht Elisabeth Aleida Nutges (1816-1899)
- 1876-1899: Elisabeth Aleida Willink-Nutges (1816-1899), vrouwe van Bennebroek
- 1899-1928: Johanna Georgina Maria Willink (1848-1928), vrouwe van Oud-Poelgeest en Bennebroek, dochter van voorgaanden, trouwde in 1866 met haar volle neef Jacob Hendrik Willink (1843-1908)
- 1928-1950: Arnoldine Leonie Willink (1872-1950), vrouwe van Bennebroek, dochter van voorgaanden, overlijdt kinderloos